# Aleksiej Sukletin
Aleksiej Wasilijewicz Sukletin, ros. Алексе́й Васи́льевич Сукле́тин  (ur. 13 marca 1943 w Kazaniu, zm. 29 lipca 1987 tamże) – rosyjski seryjny morderca i kanibal zwany Aligatorem. W latach 1979–1985 razem ze wspólnikami – Madiną Szakirową i Anatolijem Nikitinem zamordował w Kazaniu 7 młodych kobiet. Po zabójstwach Sukletin i wspólnicy dokonywali na zwłokach ofiar aktu kanibalizmu.
Sukletin pracował jako strażnik na terenie ogrodów „Kajenłyk”, położonych na obrzeżach Kazania. To na ich terenie Sukletin dokonywał morderstw. Sukletin z Nikitinem, przed śmiercią gwałcili i torturowali swe ofiary. Latem 1985 roku Sukletin, będąc pod wpływem alkoholu, pokazał odciętą głowę ostatniej ofiary Lidiji Fiodorowej, swojemu sąsiadowi. Ten, zawiadomił milicję, która rozpoczęła przeszukiwania posesji należącej do Sukletina, podczas których zostały znalezione ludzkie kości. Wkrótce milicja wydobyła cztery worki kości należących w sumie do siedmiu kobiet. W domu Sukletina znaleziono rzeczy osobiste należące do ofiar oraz przetopiony tłuszcz ludzki. W czasie przesłuchania Sukletin przyznał się do zabójstw i aktów kanibalizmu, stwierdził również, iż dawał swojemu sąsiadowi ludzkie mięso, by ten sprzedał je na pobliskim bazarze jako zwierzęce.
Aleksiej Sukletin został skazany przez Sąd Najwyższy Tatarstanu na karę śmierci przez rozstrzelanie. Jego wspólników – Madinę Szakirowę i Anatolija Nikitina, sąd skazał na 15 lat więzienia.

## Ofiary Sukletina
| Lp. | Ofiara               | Wiek | Data             |
| --- | -------------------- | ---- | ---------------- |
| 1.  | Jekaterina Osietrowa | 22   | 2 listopada 1979 |
| 2.  | Tatjana Iłłarionowa  | ?    | 13 stycznia 1980 |
| 3.  | Riezieda Galimowa    | 15   | luty 1980        |
| 4.  | Nadieżda Sitiawina   | ?    | marzec 1980      |
| 5.  | Natalja Szkolnikowa  | ?    | maj 1980         |
| 6.  | Walentina Jelikowa   | 11   | lipiec 1980      |
| 7.  | Lidija Fiodorowa     | 23   | 12 marca 1985    |